# Marcus Geganius Macerinus (consul en -447)
Pour les articles homonymes, voir Geganius Macerinus.
Marcus Geganius Macerinus est un homme politique romain du Ve siècle av. J.-C., consul en 447, 443 et 437 av. J.-C.

## Famille
Il appartient à la branche des Geganii Macerini de la gens Gegania. Il est le fils d'un Marcus Geganius, son nom complet est Marcus Geganius M.f. Macerinus. Il pourrait être le frère de Proculus Geganius Macerinus, consul en 440 av. J.-C.

## Biographie

### Premier consulat (447)
En 447 av. J.-C., il est consul avec Caius Iulius Iullus alors que les tensions entre les plébéiens et les patriciens restent vives après la destitution des décemvirs. Les deux consuls poursuivent la politique d'apaisement initiée par leurs prédécesseurs et renoncent à mobiliser l'armée contre les Volsques et les Èques afin d'éviter de déclencher une révolte populaire.

### Deuxième consulat (443)
En 443 av. J.-C., il est consul pour la seconde fois avec Titus Quinctius Capitolinus Barbatus. Les consuls n’ayant pas le temps de réaliser le recensement de la population qui n’a pas eu lieu depuis dix-sept ans, cette tâche est confiée à de nouveaux magistrats créés à cette occasion, les censeurs,. Les consuls peuvent alors prendre la tête de l'armée romaine pour mener une offensive contre les Volsques. Marcus Geganius intervient pour secourir Ardée, ville alliée de Rome en proie à des troubles civils et assiégée par les Volsques. Il défait ces derniers, se fait livrer leur général et leurs armes et fait exécuter les meneurs de la révolte populaire à Ardée. À son retour à Rome, il obtient que lui soient décernés les honneurs du triomphe,.

### Troisième consulat (437)
Il est à nouveau consul en 437 av. J.-C., avec Lucius Sergius Fidenas. Les consuls prennent le commandement de la guerre qui oppose Rome aux cités étrusques de Fidènes et de Véies. Les Romains ont subi de lourdes pertes dans une bataille remportée sur les Étrusques sur les rives de l'Anio. La situation est devenue critique et oblige les consuls à nommer un dictateur : Mamercus Aemilius Mamercinus,. Ce dernier défait les Fidénates et les Véiens et célèbre un triomphe à son retour à Rome.

### Censure (435)
En 435 av. J.-C., il est censeur avec Caius Furius Pacilus Fusus. Ils effectuent pour la première fois le cens à la maison publique (Villa Publica) élevée récemment sur le champ de Mars,. L’année suivante, le mandat de censeurs initialement prévu pour cinq ans est abaissé à 18 mois après le vote de la Lex Aemilia proposée par le dictateur Mamercus Aemilius Mamercinus. Les deux censeurs se vengent de cette diminution de pouvoir en multipliant par huit l'imposition de Mamercus Aemilius et en le changeant de tribu. Mais la Lex Aemilia a reçu le soutien du peuple et l'acharnement des deux censeurs les rend impopulaires.

### Légat (431)
En 431 av. J.-C., Marcus Geganius sert comme légat sous les ordres du dictateur Aulus Postumius Tubertus pour une campagne contre une coalition formée par les Èques et les Volsques, avec Marcus Fabius Vibulanus et Spurius Postumius Albus. À l’aube de la bataille, il s’empare du camp retranché des Èques que ceux-ci ont laissé presque vide. Aulus Postumius obtient l'honneur de célébrer un triomphe pour cette campagne victorieuse.

### Auteurs antiques
- Tite-Live, Histoire romaine, Livre III, 65 et Livre IV, 8-9/17/22-24/27 sur le site de l'Université de Louvain
- (en) Denys d'Halicarnasse, Antiquités romaines, Livre XI, 45-63 sur le site LacusCurtius

### Auteurs modernes
- (en) T. Robert S. Broughton, The Magistrates of the Roman Republic : Volume I, 509 B.C. - 100 B.C., New York, The American Philological Association, coll. « Philological Monographs, number XV, volume I », 1951, 578 p.
- (en) Marianne Hartfield, The Roman Dictator : Ph.D. dissertation, Berkeley, University of California, 1982